# Salle du Jeu de paume
Pour les articles homonymes, voir Jeu de Paume.

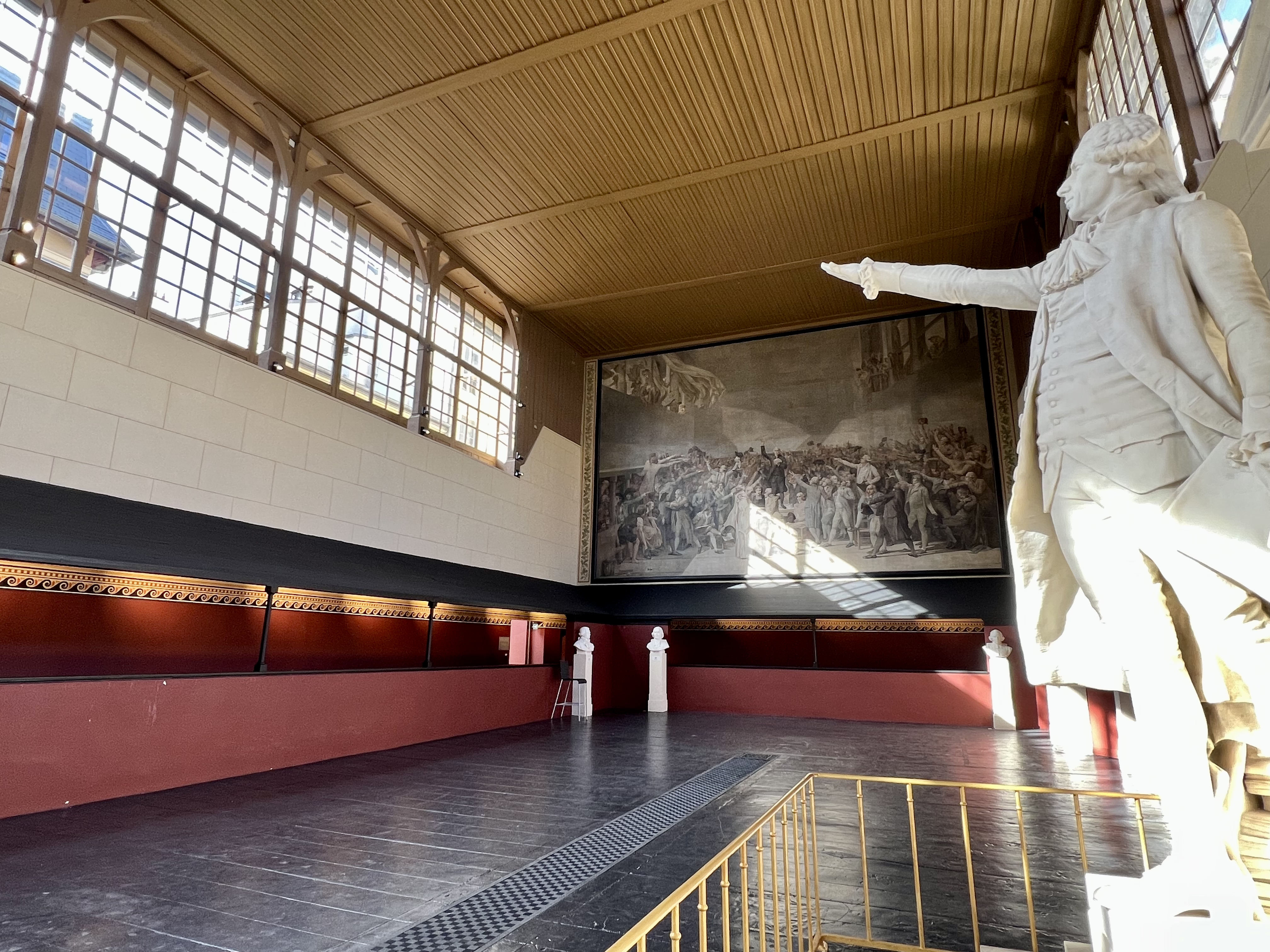
la salle du Jeu de Paume en avril 2022 après la restauration.

La salle du Jeu de paume est située no 1 rue du Jeu de paume, au cœur du quartier Saint-Louis, à Versailles (Yvelines). Elle est célèbre pour le serment du Jeu de paume qu'y prêtèrent les députés du Tiers état le 20 juin 1789.

## Le jeu de paume à Versailles

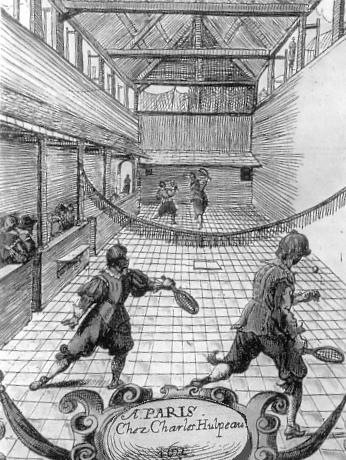
Un jeu de paume à Paris au XVIIe siècle.

Cette salle, que l'on nommait à l'époque « tripot », fut construite par Nicolas Creté en 1686. Le roi Louis XIV, ainsi que d'autres personnages de la Cour, y ont joué au jeu de paume, jeu très populaire à l'époque et ancêtre du tennis actuel. Il y avait plusieurs salles de ce genre à Paris ; les roturiers ne pouvaient pas participer.

## Le serment du Jeu de paume

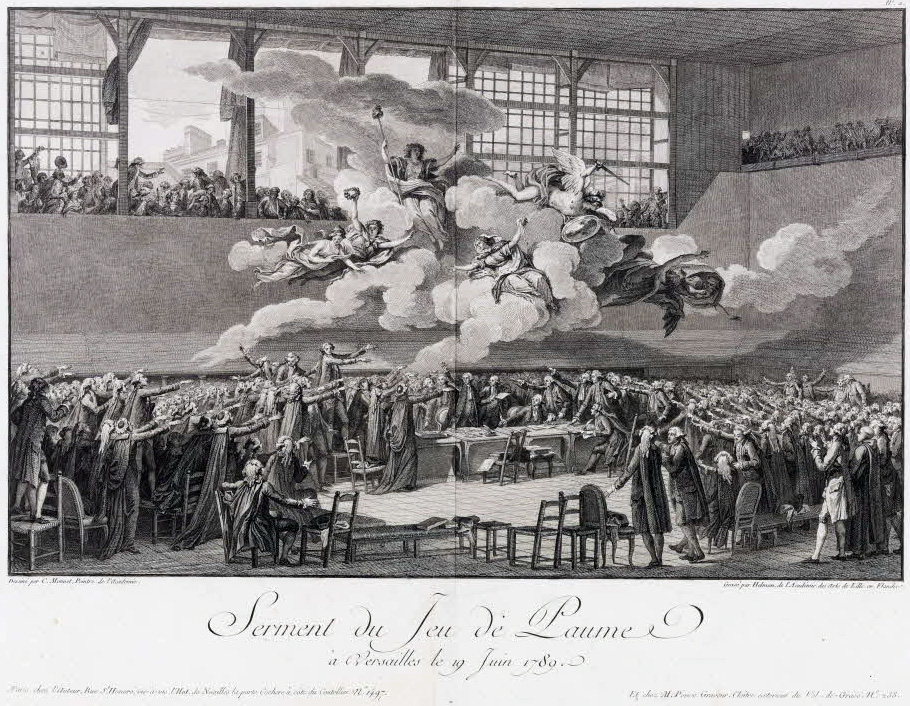
Serment du Jeu de paume à Versailles le 19 juin 1789, gravure par Helman d'après C. Monnet (Archives Nationales AE-II-3691).

Cette salle est restée célèbre dans l'Histoire de France pour le serment qui y fut prononcé le 20 juin 1789 par les députés du Tiers état et qui prendra le nom de serment du Jeu de paume. 
Le roi Louis XVI veut empêcher le Tiers état et ses alliés du clergé et de la noblesse de se réunir de nouveau, car les États généraux sont en train de faire une révolution juridique. Avec la décision du 17 juin, de dissoudre les ordres et de créer une Assemblée nationale, le roi doit reprendre l'avantage et convoque les trois états pour une séance royale, le 23 juin. Sous prétexte de travaux de décoration, l'hôtel des Menus-Plaisirs est ainsi fermé par le roi, contre l'avis de son ministre Jacques Necker. Le président provisoire de la toute nouvelle Assemblée nationale, Jean-Sylvain Bailly, se présente le matin du 20 juin, devant la salle alors qu’un détachement de Gardes-Françaises en interdit l’accès. 
Dans la rue, le bruit d’un coup d’état circule, la foule s’agite et les députés cherchent un autre lieu pour poursuivre leurs travaux. Sur proposition du député Joseph Ignace Guillotin, ils investissent la salle du Jeu de Paume, dans le quartier Saint-Louis. Il s’agit d’un bâtiment tout en longueur (29 × 10 m) appartenant à des particuliers. Les murs sont peints en noir afin d’aider les joueurs à mieux voir les balles et le plafond bleu est parsemé de fleurs de lys. Pour tout mobilier on installe quelques sièges et, en guise de table, une porte sur deux tonneaux. C'est là que Bailly, juché sur une table, prononce la formule de serment.
Cette scène a été immortalisée en 1791 par le grand tableau historique inachevé du peintre Jacques-Louis David, Le Serment du Jeu de paume. La salle devint bien national en 1793. Il fut un moment question de remplacer la salle du Jeu de Paume par un monument commémoratif durant la Révolution.

## Lieu de mémoire de la Révolution française
Après l'Empire et la Restauration, qui ont transformé les victimes de la révolution en héros et en martyrs, la monarchie de Juillet est un moment de réconciliation de la nation avec la révolution de 1789, et le 20 juin 1789 redevient une date importante. La plaque posée sur la salle est rétablie et le peintre Horace Vernet (1789-1863) reçut l'autorisation d'y installer son atelier.
La proclamation de la Deuxième République, le 25 février 1848, fut pour la salle une glorieuse résurrection. Un grand banquet civique eut lieu dans son enceinte le 14 mars 1848.
Le Second Empire allait faire ce que la Restauration n'avait osé faire : la salle fut affermée à un fonctionnaire de la Préfecture de police qui y installa un tripot pour les officiers de la garde. Il fit faillite, du reste, peu de temps après.

## Le musée de la Révolution française

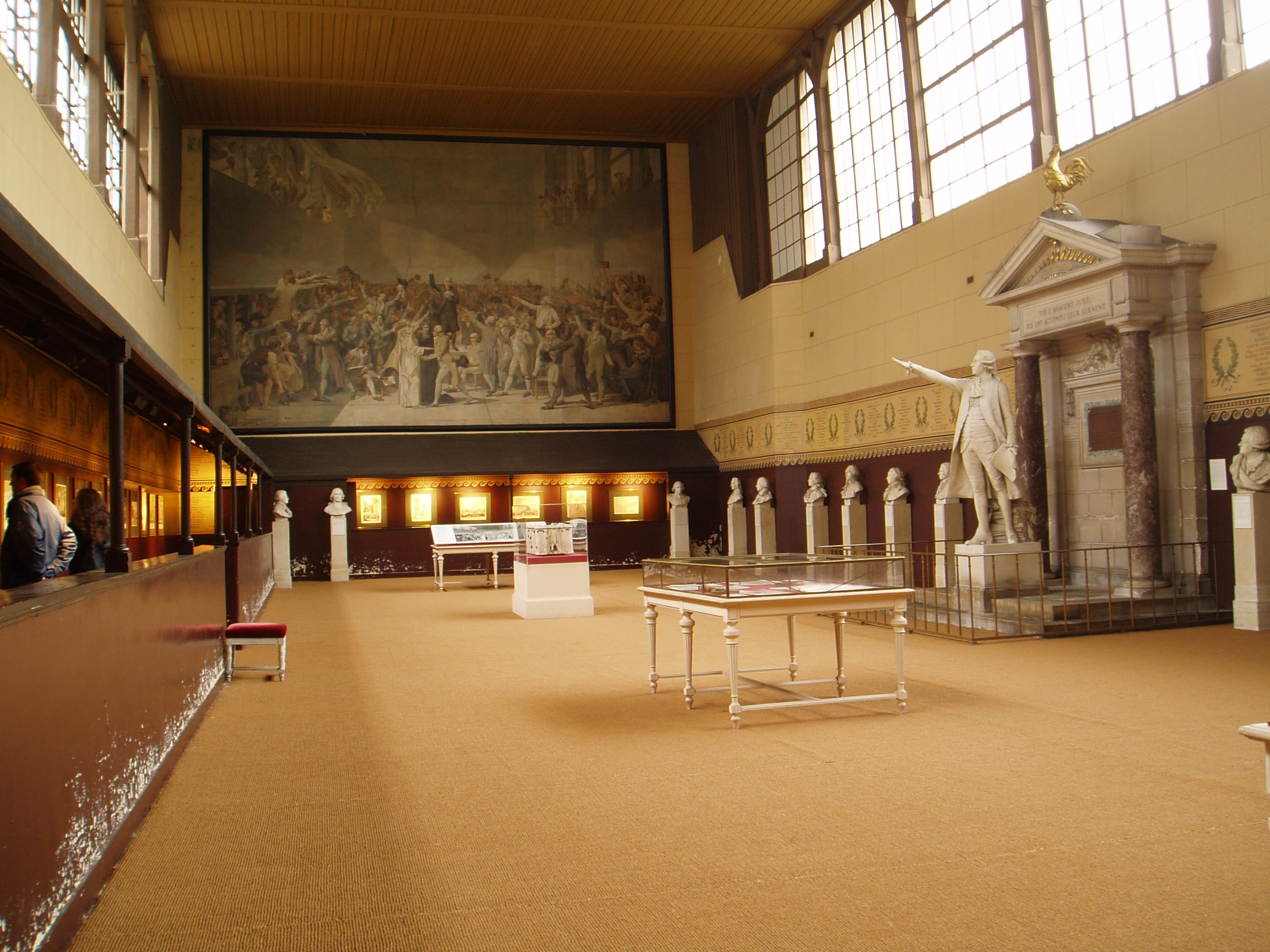
Salle jeu de paume versailles

La salle du Jeu de paume fut abandonnée sous le Second Empire, avant d'être transformée par les républicains en musée de la Révolution française en 1883, avec les commémorations du centenaire de la Révolution. 
En 1879, Edmond Guillaume l'architecte de Versailles et du Trianon, entreprend la restauration de la salle pour en faire un lieu de mémoire. Il y érige un édicule dorique soutenu par deux colonnes, sur son fronton est posé un coq gaulois en bronze doré, œuvre d'Auguste Cain. Sous cet édicule, il place la statue en marbre de Jean Sylvain Bailly (1736-1793), président du Tiers état et premier à prêter serment le 20 juin 1789. Complétant ce dispositif scénographique d'immersion, des bustes représentant les principaux acteurs du 20 juin sont alignés le long du mur,. Autour de la salle, sur une frise sont peints les noms des signataires du serment et sur le mur de fond, le peintre Luc-Olivier Merson a réalisé une interprétation du tableau inachevé de Jacques-Louis David, Le Serment du jeu de paume, dans le format d'origine en se basant sur l'étude au lavis de David et la gravure de Jean-Pierre-Marie Jazet. Le 20 juin 1883, le musée est inauguré par le président Pierre Waldeck-Rousseau et le ministre de l’Instruction et des Beaux-Arts, Jules Ferry.
La salle du Jeu de paume est classée au titre des monuments historiques par arrêté du 22 mars 1848. Il s'agit du premier lieu en France ayant fait l'objet d'un arrêté de protection, et il restera le seul jusqu'en 1886. En effet, jusqu’à cette date la protection des monuments est uniquement faite par des listes officielles, établies par le ministère de l’Éducation et des Beaux-Arts.
Clotilde Brégeau 'sous dir.) (préf. Philippe Séguin), Le patrimoine du Parlement, vol. 2 : Le patrimoine du Congrès du Parlement, Charenton-le-Pont, Flohic, coll. « Le patrimoine des institutions politiques », 1996, 64 p. (ISBN 2-84234-013-2)

## L'héritage de 1789
Entièrement rénovée en 1988 à l'occasion des célébrations du bicentenaire de la révolution de 1989, la salle du Jeu de paume reçoit le président François Mitterrand pour commémorer l'héritage de Bailly et l'esprit de 1789.
Une nouvelle restauration est effectuée en 2021 sous la direction de Pierre Bortulussi, Architecte en Chef des Monuments Historiques suivant l'état de référence du musée de 1883. La toiture, la charpente, les menuiseries, le décor peint de la salle avec son rouge pompéien et ses inscription et le sol, suivant les dispositions arrêtées par Edmond Guillaume. Des interventions ont également été réalisées sur le « serment du Jeu de Paume » par Luc-Olivier Merson et sur tout le décor sculpté de la salle.
Actuellement gérée sous la responsabilité de l’Établissement public du château, du musée et du domaine national de Versailles, elle est ouverte en visite guidée., et en visite libre le WE

## Galerie

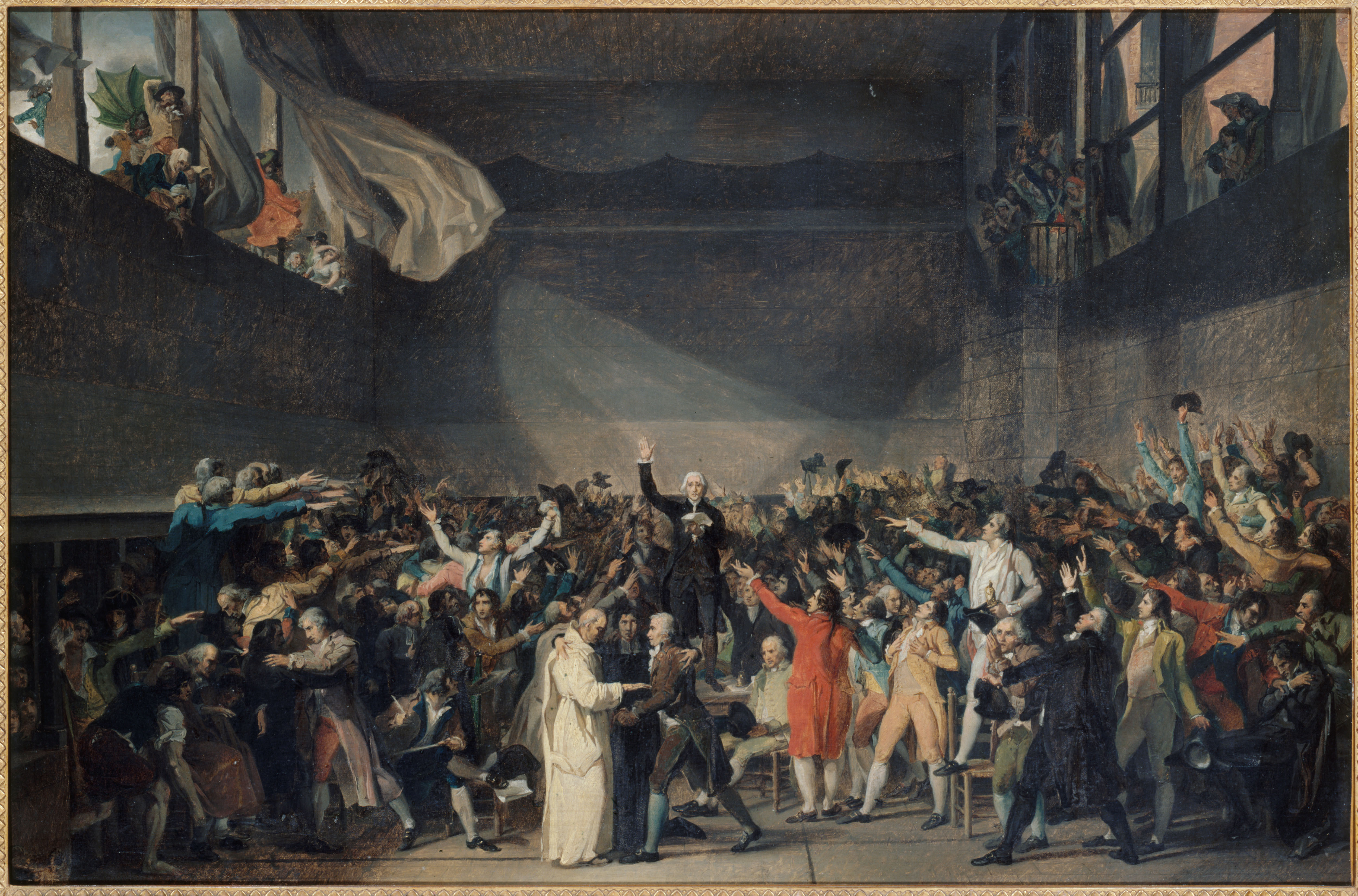
Jacques-Louis David, Le Serment du Jeu de paume, le 20 juin 1789 (1791), Paris, musée Carnavalet.
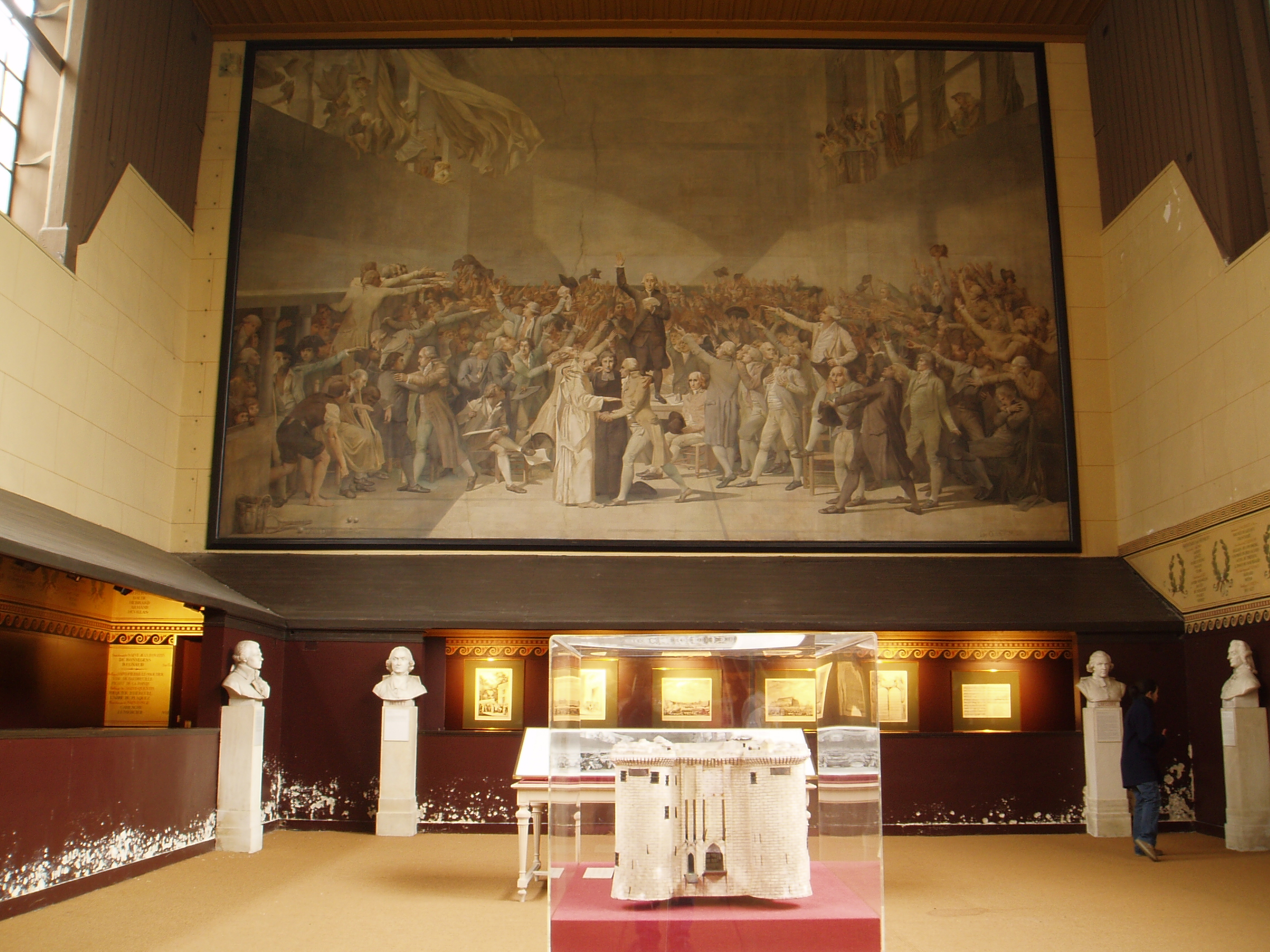
La salle du Jeu de paume en 2006.
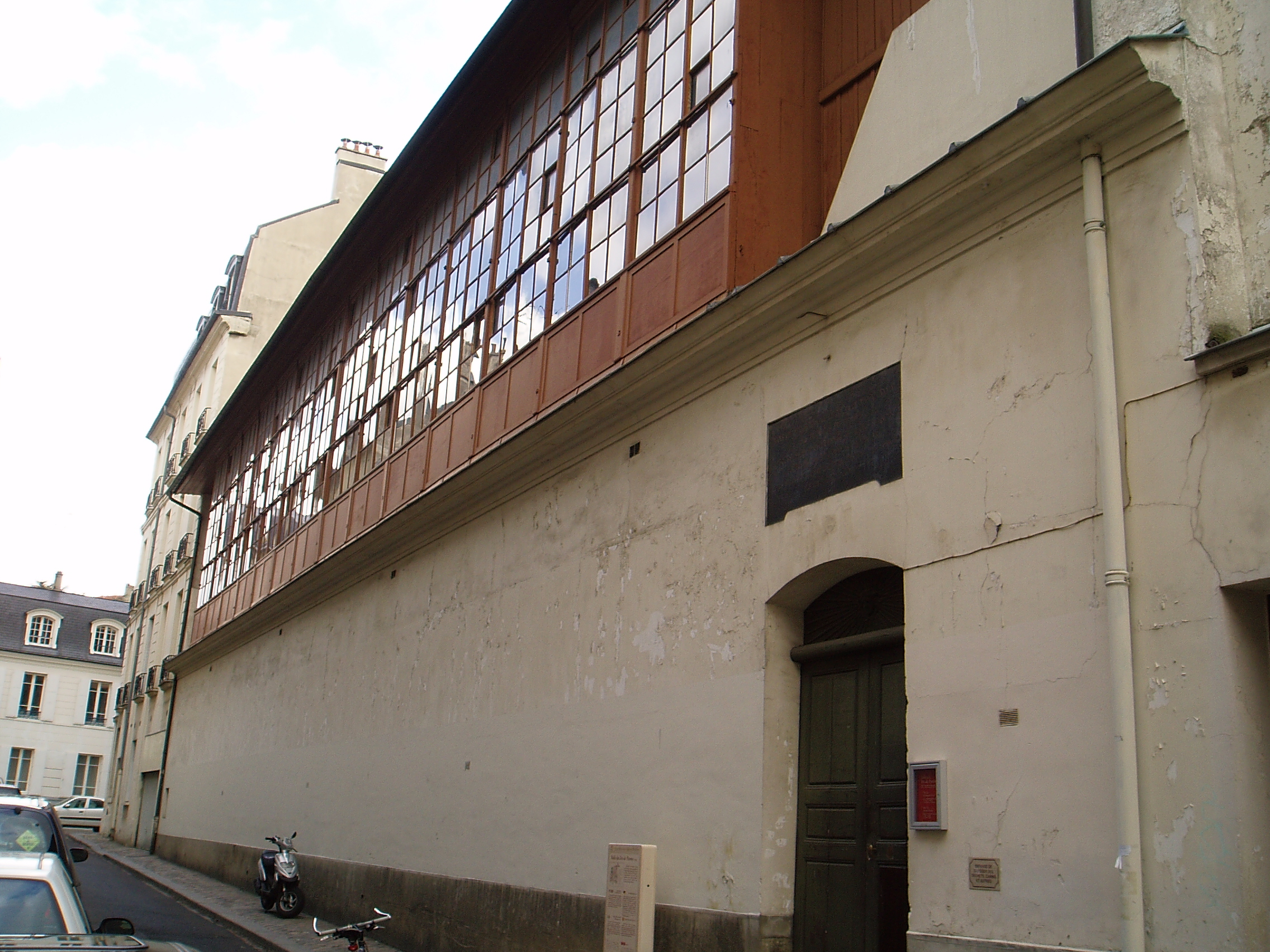
Vue extérieure de la salle, no 1 rue du Jeu de paume à Versailles.
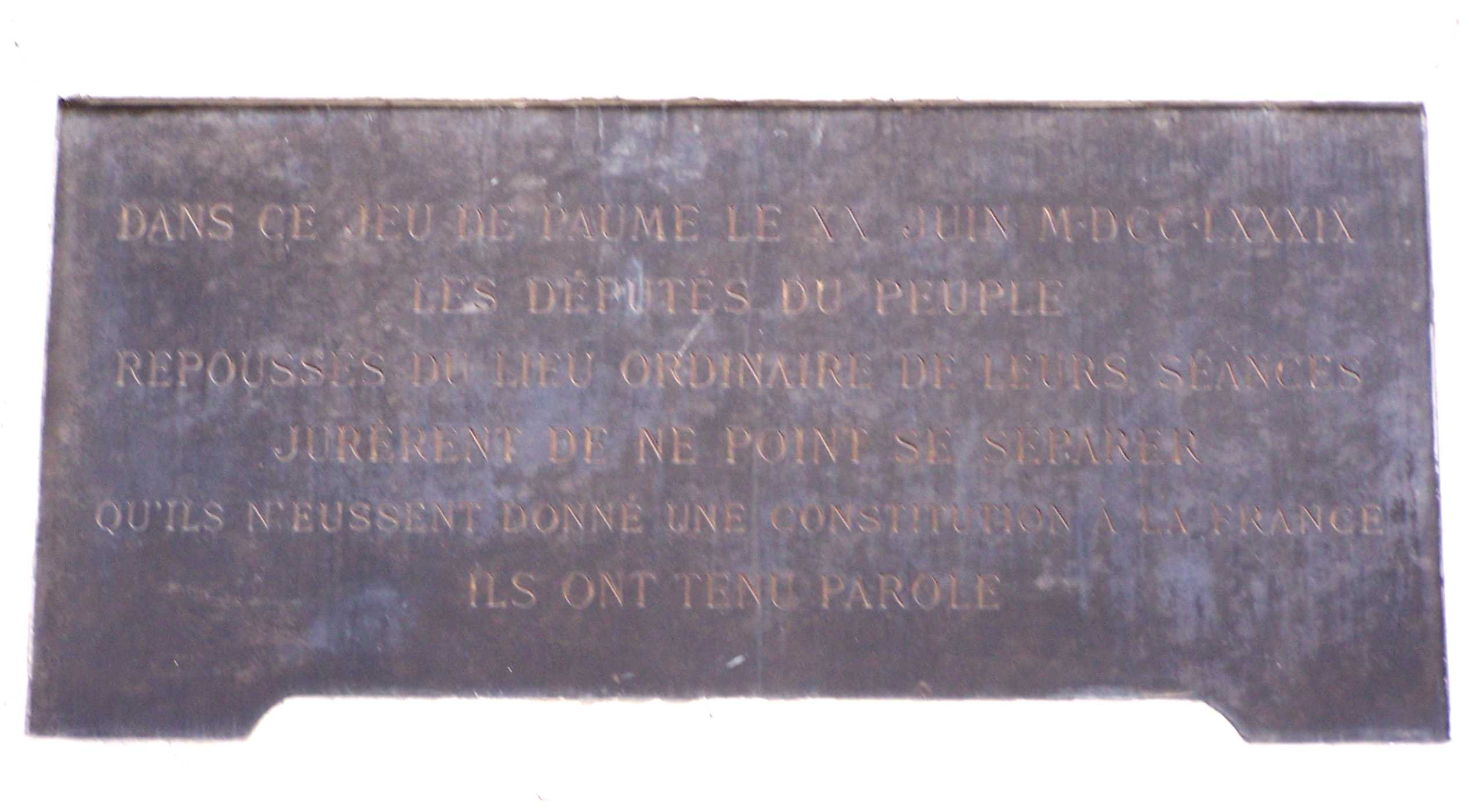
Plaque commémorative du serment apposée au-dessus de la porte.
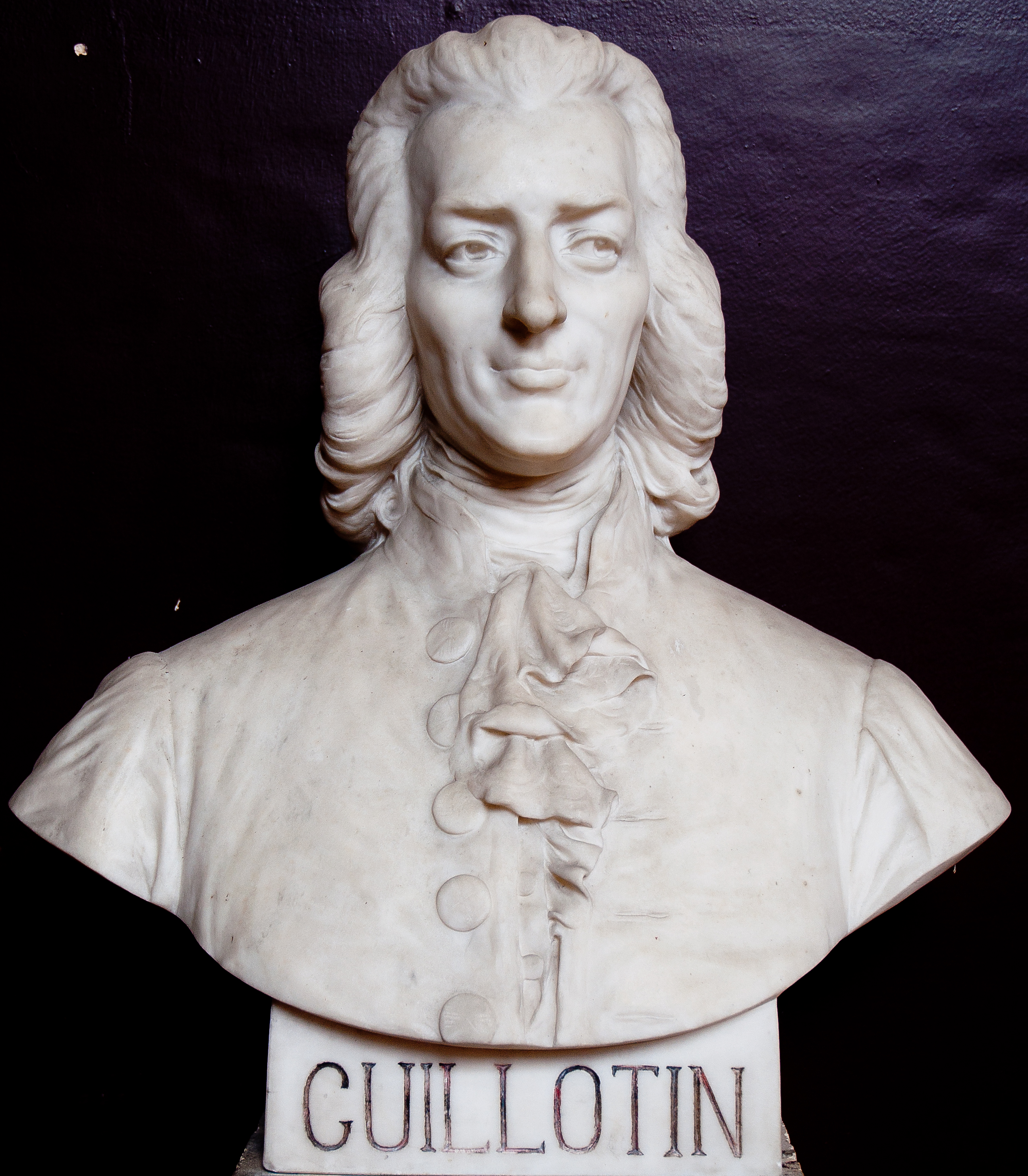
Buste de Joseph-Ignace Guillotin.